# Lacustricola usanguensis
Lacustricola usanguensis är en fiskart som först beskrevs av Wildekamp, 1977.  Lacustricola usanguensis ingår i släktet Lacustricola och familjen Poeciliidae. IUCN kategoriserar arten globalt som sårbar. Inga underarter finns listade i Catalogue of Life.